# Província d'Aydın
Aydın és una província del sud-oest de Turquia, situada a la Regió de l'Egeu. La capital provincial és la ciutat d'Aydın, que té una població d'aproximadament 150 000 habitants (2000). Altres ciutats a la província inclouen els complexos de vacances de Didim i Kuşadası.

## Història
Aydn va ser fundada pels antics tracis i va ser coneguda un cop amb el nom de Tralles. L'àrea és una zona de terratrèmols i la ciutat va ser construïda i reconstruïda successivament per espartans, frigis, jònics, lidis, perses i romans. El 1186 els seljúcides prenien el control de l'àrea, seguits pels turcs d'Anatòlia de Beylik d'Aydın-oğlu. Durant aquest període la ciutat va dur el nom d'Aydn Güzelhisar, i entrà dins de l'Imperi Otomà el 1426.

## Geografia
Les províncies veïnes són Manisa al nord-est, Esmirna al nord, Denizli a l'est, Muğla al sud.
Les parts central i occidentals de la província són planes fèrtils regades pel riu més gran de la conca de l'Egeu el Büyük Menderes, amb les Muntanyes d'Aydin al nord i les Muntanyes de Mentee al sud. El final occidental de la província és la costa de l'Egeu amb el Llac Bafa un tret essencial de l'àrea de delta del Menderes. El clima és típic de la regió de l'Egeu, molt calent a l'estiu. La regió de Germencik conté un cert nombre de fonts termals.

### Districtes
La província d'Aydın es divideix en 17 districtes:
- Aydın (Capital de la Província)
- Bozdoğan
- Buharkent
- Çine
- Didim
- Germencik
- Incirliova
- Karacasu
- Karpuzlu
- Koçarlı
- Köşk
- Kuşadası
- Kuyucak
- Nazilli
- Söke
- Sultanhisar
- Yenipazar

### Flora
Bona part del paisatge és una combinació de figueres, oliveres i arbres cítrics, especialment figueres.

## Economia
Les fonts essencials d'ingressos són agricultura i turisme.

### Turisme
Les ciutats costaneres de Didim i Kuşadası en particular són centres turístics. Kuşadası és a prop del parc nacional del Delta del Büyük Menderes, mentre Didim té un temple d'Apol·lo, platges, i les ruïnes antigues de Milet a prop. La província conté espais arqueològics, incloent-hi les antigues ciutats carianes d'Alinda i Alabanda.

### Agricultura

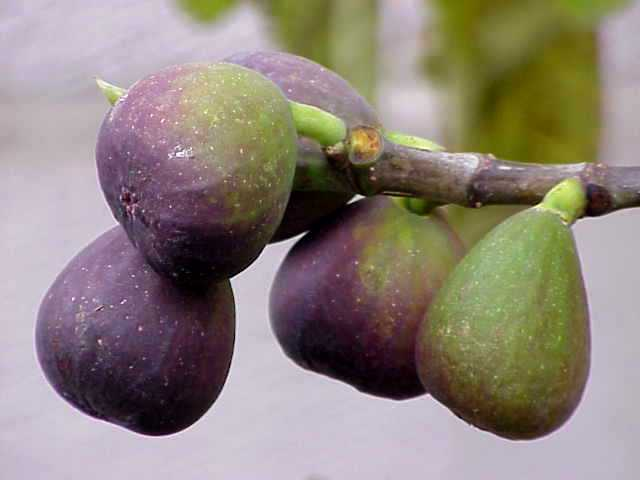
Les famoses figues d'Aydın

La producció anual de Turquia, d'aproximadament 50.000 tones de figues seques, procedeix gairebé tota d'Aydn, Dins de província d'Aydın, es diu que les millors figues són les conreades a Germencik. Aydın produeix olives, castanyes, cotó, cítrics, síndries i altres fruites.

### Indústria
Aydın té una mica d'indústria lleugera
La Universitat Adnan Menderes va ser construïda a la ciutat d'Aydın el 1990 i té centres per tota la província.

## Llocs d'interès
La ciutat d'Aydın té un cert nombre de ruïnes antigues i mesquites de període otomà. La província té paisatges atractius incloent-hi una extensió de la costa de l'Egeu i llocs importants com ara:
- Centre turístic costaner de Dídima amb un important temple d'Apol·lo i a prop:
  - Ruïnes de Milet ciutat de l'antiga Grècia
- Centre turístic costaner de Kuşadası, parc nacional a prop del Delta del Büyük Menderes
- Kirazli poble turc tradicional amb boniques i velles cases de pedra
- Ruïnes antigues d'Alinda
- Ruïnes antigues d'Alabanda
- Ruïnes antigues de Magnèsia del Meandre, a l'Ortaklar -
- Nisa del Meandre - una altra ciutat cària avui en ruïnes, a Sultanhisar
- Afrodísias - més ruïnes antigues, incloent-hi tombes, frisos i escultura, a Karacasu
- Priene - una altra ruïna, prop de Söke
- Muntanyes de Micale

## Cultura
Aydın és la casa de l'art folklòric Zeybek. Això implica un tipus especial de dansa de guerra que s'interpreta en un anell per assemblar-se als ocells. El Zeybek es realitza a ritme de Kiteli i altres instruments populars turcs.
Les cançons folklòriques d'Aydın són famosament curtes, en efecte una dita popular a la regió de l'Egeu diu que, per aconseguir que algú deixi de parlar, només cal dir-li Sigui breu, faci una cançó d'Aydın.
La cuina presenta les pastes turques típiques, köfte i kebab.

## Infraestructura

### Carreteres
Als anys 90 es va construir l'autopista entre Esmirna i Aydın. És la via de comunicació més important.

## Ciutadans notables
- Procopi Antemi de Tralles - arquitecte de Santa Sofia a Istanbul
- Adnan Menderes, primer ministre turc (1950-1960)
- Necati Çelim, diputat per Aydın, doctor, fundador i president d'Aydın Tekstil Fabrikası, nascut a Köşk